# Draconarius complanatus
Draconarius complanatus là một loài nhện trong họ Amaurobiidae.
Loài này thuộc chi Draconarius. Draconarius complanatus được Yajun Xu & S. Q. Li miêu tả năm 2008.